# Pachycondyla insularis
Pachycondyla insularis är en myrart som först beskrevs av Carlo Emery 1889.  Pachycondyla insularis ingår i släktet Pachycondyla och familjen myror.

## Underarter
Arten delas in i följande underarter:
- P. i. brevior
- P. i. insularis